# Daylight (canção de Maroon 5)
"Daylight" é uma canção da banda de pop rock Maroon 5. A canção foi lançada como terceiro single do quarto álbum de estúdio do grupo, Overexposed, em 2012. Foi escrita por Adam Levine, Max Martin, Sam Martin e Mason Levy, enquanto a produção ficou a cargo de Levine, Levy e Martin. A canção é uma balada do estilo soft rock, que fala sobre alguém que tem que acabar uma relação, mas que não o quer fazer já.
A canção recebeu críticas variadas por críticos da área da música. Alguns criticaram os vocais de Levine, enquanto outros acharam que houve uma notória inspiração dos Coldplay no final do refrão. A canção entrou nas tabelas de vários países, chegando até à quinta posição na Coreia do Sul mesmo antes de ser lançada. Depois do lançamento do single, chegou ao top vinte na Austrália, Canadá, Nova Zelândia e Estados Unidos.

## Precedentes e Letra
Daylight foi anunciado como terceiro single do álbum Overexposed, em Novembro de 2012. A sua estreia foi feita na versão norte-americana do programa The Voice, a 8 de Novembro de 2012. Levine referiu várias vezes que esta é a sua canção preferida de todo o álbum.
Em Daylight, Levine é o amante que, por algum motivo, tem que fugir da sua amada, pela manhã. A canção também é vista como "um conto de fadas acerca de como salvar a última noite com alguém que nos é especial, já que a relação está para terminar". Levine nunca explicou o porquê de ter de fugir dessa pessoa, mas parece que era algo que já estava decidido há algum tempo, a julgar pela letra: We knew this day would come / We knew it all along / How did it come so fast?. Helen Nowotnik, do jornal The Triangle, diz que "se Never Gonna Leave This Bed e Must Get Out se fundissem numa só canção, seria Daylight".. O início da canção é o mesmo de Just Want You To Know dos Backstreet Boys, como reparou Cameron Adams do The Herald Sun.
Algumas pessoas, no entanto, acreditam que Levine não está realmente a abandonar a sua amada, mas que apenas tem que viajar devido a razões profissionais. As linhas "We knew this day would come / We knew it all along / How did it come so fast?" explicam bem o curto espaço de tempo que eles têm juntos, antes de Levine começar a sua tournée com os Maroon 5.

## Recepção da crítica
A canção recebeu diversas críticas. Cameron Adams do The Herald Sun argumenta que parece que "Max Martin tentou escrever uma canção para os Coldplay ao reciclar um original dos Backstreet Boys. Chris Payne escreveu para a Billboard que "Daylight é um conto agridoce que cria ímpeto em relação às canções mais up-tempo que lhe seguem no álbum; ouçam cuidadosamente e até poderam ouvir uma homenagem a Chris Martin nowhoa-oh de Levine". Mesfin Fekadu doThe Huffington Post também reparou em semelhanças com o grupo de Chris Martin, ao escrever que Daylight "parece um mau cover de uma música dos Coldplay".. Adam Markovitz doEnternainment Weekly concorda, mas também refere que a canção "tem refrões tão densamente produzidos que o único instrumento físico em que se pode realmente reparar é a larínge de Levine". Helen Nowotnik do The Triangle considera a canção "uma ótima fusão entre as antigas e as mais recentes canções dos Maroon 5".
Scott Shetler do Pop Crush deu à canção três estrelas de cinco, argumentando que "não é uma canção que nos faça vibrar quando a ouvimos pela primeira vez, mas que  vai ficando melhor a cada vez que a ouvimos. Embora canções mais lentas não sejam muito populares nas rádios, esta pode mudar esse conceito, especialmente devido ao sucesso dos últimos singles da banda". Evan Sawdey da PopMatters escreveu que "a canção poderia ter ficado bastante melhor se não fosse o fraco instrumental". Martyn Young damusicOMH criticou o facto de "o aspeto mais irritante da canção é o uso constante dos Whoah, whoah, whoah, que está presente em quase todas as canções do grupo".

## Videoclipe
A 18 de Setembro de 2012, a banda anunciou no seu sítio da internet: "Precisamos da VOSSA ajuda para o nosso próximo vídeoclipe. Pedimos a VOCÊS para gravarem e partilharem a VOSSA estória, e essas gravações podem vir a ser escohidas para o vídeo do nosso próximo single, Daylight, realizado por Jonas Akerlund". O grupo lançou até um sítio na internet, chamado Daylight Project para mais informações e para os fãs postarem os seus vídeos. O vídeoclipe foi lançado a 10 de Dezembro de 2012. O vídeo mostra várias pessoas manifestando os seus interesses, enquanto a canção passa como música da fundo. Outro videoclipe de Daylight foi lançado no Youtube, a 17 de Janeiro de 2013, chamado Daylight (Playing for Change).

## Atuações ao vivo
A 8 de Novembro de 2012, a banda fez a sua estreia ao vivo com a canção, no programa The Voice. O grupo atuou também no The Ellen DeGeneres Show, a 12 de Novembro do mesmo ano. Atuaram em vários outros programas como o Saturday Night Live, a 18 de Novembro, na cerimónia dos Grammy Awards, em 2013, num mashup de Girl on Fire, com Alicia Keys. A cantora foi criticada por vários analistas pela sua fraca performance.

## Performance nas tabelas
| Tabela (2012–13)                               | Posição |
| ---------------------------------------------- | ------- |
| Austrália (ARIA)                               | 19      |
| Áustria (Ö3 Austria Top 75)                    | 35      |
| Bélgica (Ultratip Bubbling Under de Flandres)  | 8       |
| Bélgica (Ultratip Bubbling Under da Valônia)   | 13      |
| Brasil (Brasil Hot 100 Airplay)                | 21      |
| Brasil (Brasil Hot Pop Songs)                  | 10      |
| Canadá (Canadian Hot 100)                      | 5       |
| República Checa (Rádio Top 100)                | 12      |
| França (SNEP)                                  | 74      |
| O campo songid é OBRIGATÓRIO PARA PARADA ALEMÃ | 75      |
| Irlanda (IRMA)                                 | 37      |
| Israel (Media Forest)                          | 7       |
| Itália (FIMI)                                  | 32      |
| Países Baixos (Dutch Top 40)                   | 29      |
| Nova Zelândia (Recorded Music NZ)              | 11      |
| Eslováquia (Rádio Top 100)                     | 38      |
| Suíça (Schweizer Hitparade)                    | 53      |
| Reino Unido (UK Singles Chart)                 | 63      |
| Estados Unidos (Billboard Hot 100)             | 7       |
| Estados Unidos (Billboard Mainstream Top 40)   | 1       |
| Estados Unidos (Billboard Adult Top 40)        | 1       |
| Estados Unidos (Billboard Adult Contemporary)  | 2       |